# Otter African Trail Run
L'Otter African Trail Run est une épreuve de trail courue sur l'Otter Trail (en) en Afrique du Sud. Il a été créé en 2009.

## Histoire
L'Otter African Trail Run voit le jour en 2009 lorsque les frères John et Mark Collins souhaitent créer une compétition de trail empruntant l'Otter Trail (en). La randonnée de 42 kilomètres sur ce sentier exigeant se fait normalement en cinq jours et est accessible uniquement sur réservation. Les deux frères décident alors de réserver le parc national de Tsitsikamma pendant 10 jours et mettent en place un imposant dispositif comprenant entre autres deux hélicoptères afin de tester leur idée. Une fois cette dernière validée, ils font appel à l'agence événementielle Magnetic South Events afin de mettre en place l'événement. La première édition a lieu le 20 septembre 2009 dans le cadre du Southern Storm Duathlon, une épreuve de cross duathlon. L'événement devient indépendant dès 2011.
En 2012, les organisateurs décident d'inverser le sens de la course. Contrairement aux années précédentes, les coureurs empruntent l'Otter Trail d'ouest en est. Ils nomment cette version le « Retto » qui est courue les années paires.
Afin d'attirer des coureurs internationaux, des primes de victoires et de record substantielles sont introduites en 2015, notamment pour battre la barre des quatre heures jugée impossible par certains. Le Suisse Marc Lauenstein est le premier coureur à battre le record du parcours en moins de quatre heures sur les formats « Classic » en 2015 puis « Retto » en 2016.
En 2018, l'épreuve est sélectionnée comme dernière manche de la saison inaugurale de la Golden Trail Series. Un plateau international se présente au départ. Le Polonais Bartłomiej Przedwojewski et la Britannique Holly Page s'imposent en battant chacun le record du parcours.
En 2022, la Sud-Africaine Toni McCann décroche sa troisième victoire de l'épreuve et établit un nouveau record féminin du parcours en 4 h 33 min 26 s, battant de quatre minutes le record de la Britannique Holly Page.

## Parcours
Le départ est donné à l'embouchure de la Storms River (en). Le parcours longe la côte en suivant l'Otter Trail (en) situé dans le parc national de Tsitsikamma. Le parcours franchit quatre rivières dont notamment la rivière Bloukrans qui doit être franchie à la nage. Un dispositif spécial à cet endroit permet aux coureurs d'effectuer la traversée en toute sécurité. L'arrivée est donnée à fin de l'Otter Trail à Nature's Valley. Il mesure 42 km pour 2 600 m de dénivelé positif.
Le sens de la course s'effectue d'est en ouest les années impaires (« Classic ») et d'ouest en est les années paires (« Retto »).

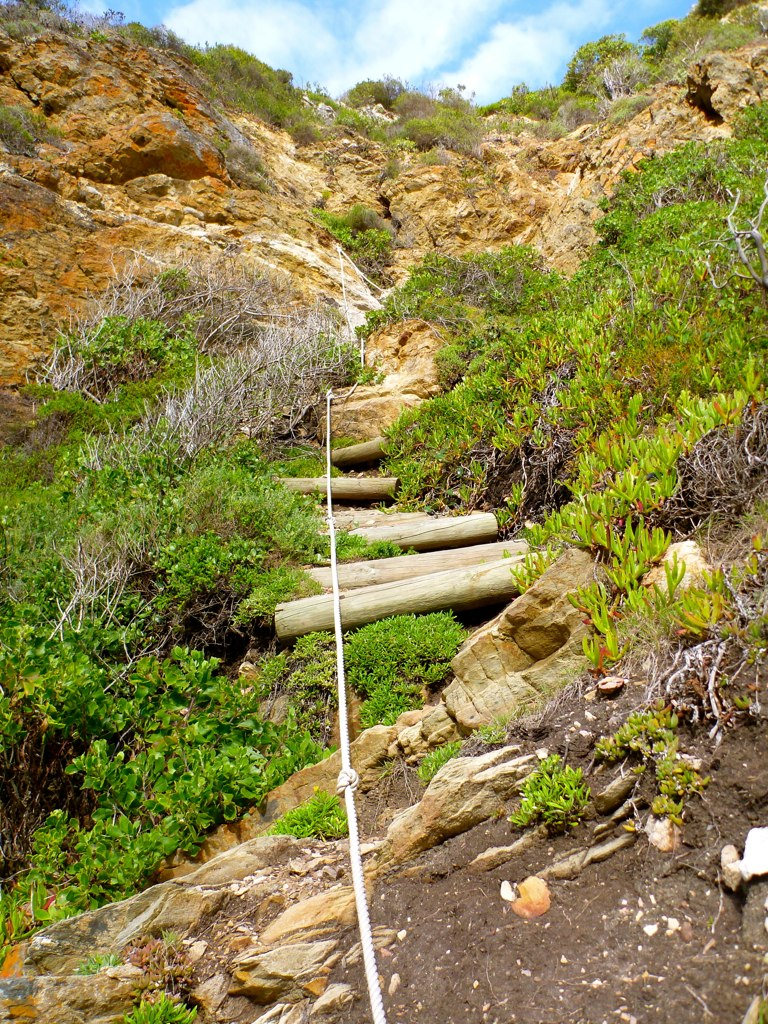
Passage technique avec corde.
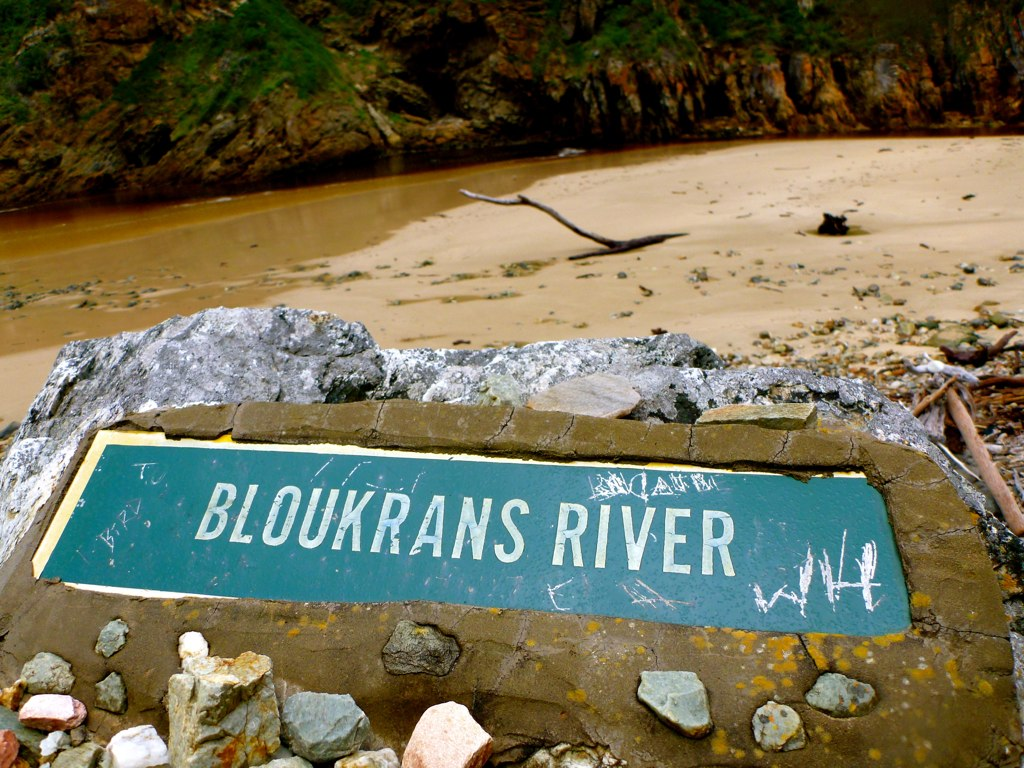
Traversée de la rivière Bloukrans.

## Vainqueurs
| Édition | Date | Hommes | Hommes                            | Hommes          | Femmes | Femmes                         | Femmes          |
| ------- | ---- | ------ | --------------------------------- | --------------- | ------ | ------------------------------ | --------------- |
|         |      | Rang   | Athlète                           | Temps           | Rang   | Athlète                        | Temps           |
| 1re     | 2009 | 1er    | Iain Don-Wauchope                 | 4 h 59 min 2 s  | 14e    | Sue Don-Wauchope               | 5 h 58 min 7 s  |
| 2e      | 2010 | 1er    | John Collins                      | 4 h 56 min 43 s | 18e    | Jacoline Haasbroek             | 5 h 34 min 3 s  |
| 3e      | 2011 | 1er    | Ryan Sandes                       | 4 h 40 min 15 s | 18e    | Sue Don-Wauchope — 2e victoire | 5 h 39 min 42 s |
| 4e      | 2012 | 1er    | Iain Don-Wauchope — 2e victoire   | 4 h 23 min 24 s | 18e    | Krissy Moehl                   | 5 h 24 min 59 s |
| 5e      | 2013 | 1er    | Ricky Lightfoot                   | 4 h 15 min 27 s | 16e    | Ruby Muir                      | 4 h 55 min 48 s |
| 6e      | 2014 | 1er    | Iain Don-Wauchope — 3e victoire   | 4 h 21 min 30 s | 10e    | Landie Greyling                | 5 h 11 min 46 s |
| 7e      | 2015 | 1er    | Marc Lauenstein                   | 3 h 59 min 29 s | 4e     | Emma Roca                      | 5 h 7 min 37 s  |
| 8e      | 2016 | 1er    | Marc Lauenstein — 2e victoire     | 3 h 54 min 22 s | 5e     | Robyn Owen                     | 4 h 49 min 45 s |
| 9e      | 2017 | 1er    | Christiaan Greyling               | 4 h 13 min 15 s | 7e     | Meg Mackenzie                  | 5 h 1 min 8 s   |
| 10e     | 2018 | 1er    | Bartłomiej Przedwojewski          | 3 h 40 min 48 s | 15e    | Holly Page                     | 4 h 37 min 48 s |
| 11e     | 2019 | 1er    | Johardt Van Heerden               | 4 h 2 min 59 s  | 5e     | Toni McCann                    | 4 h 52 min 51 s |
| 12e     | 2020 | 1er    | Pere Aurell Bove                  | 4 h 3 min 14 s  | 8e     | Toni McCann — 2e victoire      | 4 h 40 min 30 s |
| 13e     | 2021 | 1er    | Johardt Van Heerden — 2e victoire | 4 h 16 min 59 s | 7e     | Bianca Tarboton                | 4 h 45 min 34 s |
| 14e     | 2022 | 1er    | Johardt Van Heerden — 3e victoire | 4 h 5 min 19 s  | 4e     | Toni McCann — 3e victoire      | 4 h 33 min 26 s |
| 15e     | 2023 | 1er    | Robbie Simpson                    | 4 h 12 min 36 s | 17e    | Bianca Tarboton — 2e victoire  | 4 h 52 min 1 s  |
| 16e     | 2024 | 1er    | Robbie Simpson — 2e victoire      | 4 h 21 min 36 s | 8e     | Bianca Tarboton — 3e victoire  | 4 h 48 min 41 s |